# カグニー・リン・カーター
カグニー・リン・カーター（英語：Kagney Linn Karter、1987年3月28日 - 2024年2月15日）は、アメリカ合衆国のポルノ女優、モデル、元ストリッパー。

## 経歴

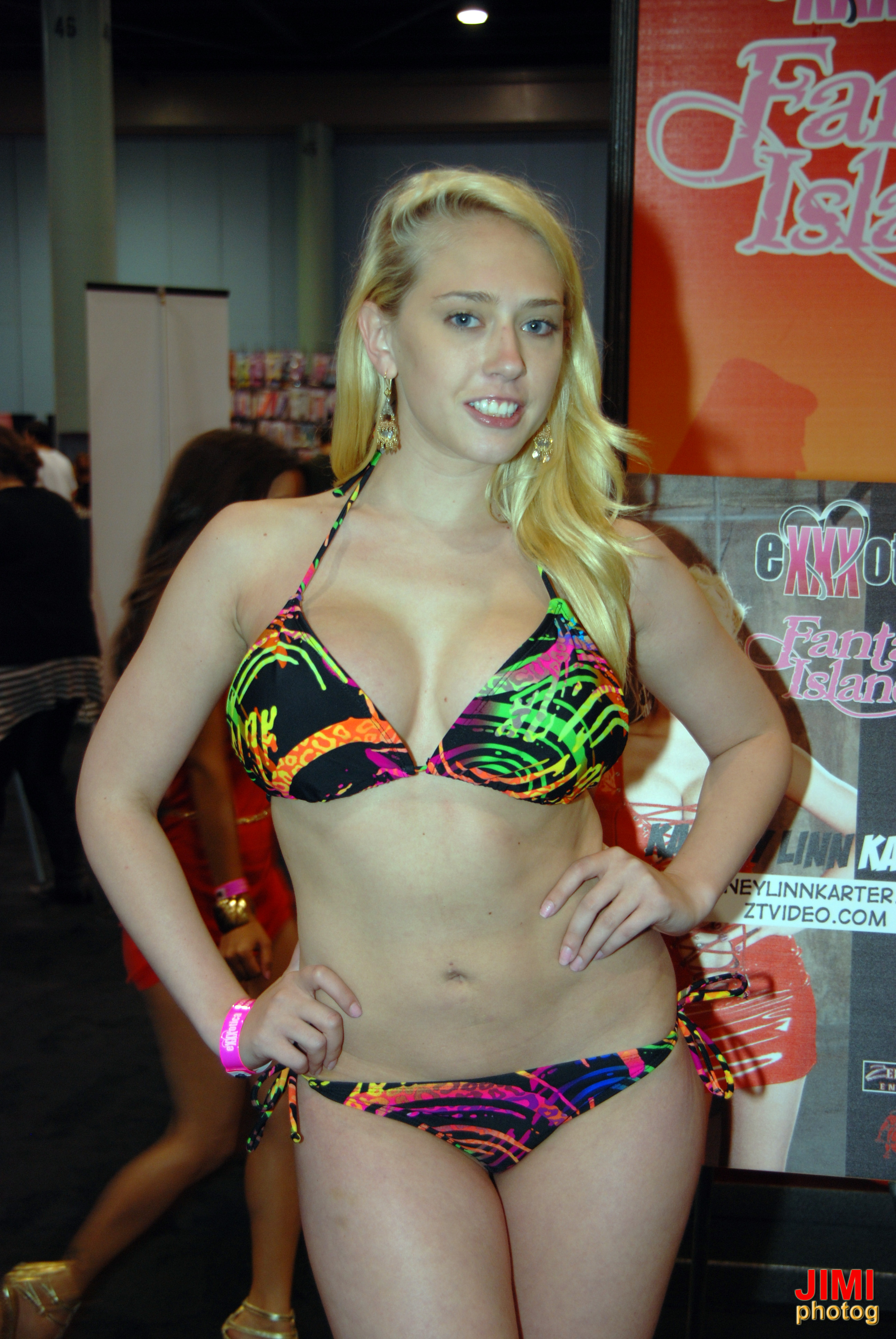
ネバダ州ラスベガスにて（2010年5月14日）

1987年3月28日にテキサス州ハリス郡に誕生する。ミズーリ州ブキャナン郡セントジョセフ及びペンシルベニア州エルク郡リジウェイに育つ。高校時代は陸上(トラック)やチアリーディングで活躍するほか、弁論大会とディベートにも参加。
ミズーリ州にいる間にエロティックなダンスを始め、2007年にはストリップクラブ大手デジャヴにより、州の"Déjà Vu Showgirl of the Year"（デジャヴ・ショーガール・オブ・ザ・イヤー）に選ばれる。
その後、演技と歌のキャリアを追求するためにカリフォルニアに移る。エキゾチック・ダンサーとして働いていた過去が発覚すると、マネージャーと揉めた。
カリフォルニアでダンサーを続けている間に、彼女は結局モデル業を開始する。代理店のLAダイレクト・モデルズと契約した後、エロティックな写真家であるホリー・ランドールのためにポーズをとる。
2008年9月に成人映画に参入する。彼女の最初のシーンはノーティー・アメリカのジョニー・サンズ監督による 。
2009年1月8日、ロサンゼルスにアダルト関連会社"KLK Entertainment Inc.2を設立。
2009年に6月のペントハウスペットに選ばれる。
2009年10月1日にホリー・ランドールの写真集"Erotic Dream Girls"（GOLIATH, ISBN 978-3936709391）の表紙に採用される 。
2010年1月に制作会社ゼロ・トレランス・エンターテインメントと独占契約した。
2012年にBBCのドキュメンタリーである"トワイライト・オブ・ザ・ポルノスターズ"に出演した。これは、ネット上の無料コンテンツに対するポルノ産業の闘争と、有名なポルノスターたちの日常を描く 。
インターネット・アダルト・フィルム・データベースで確認できる範囲で624の作品に出演している。
2024年2月15日にオハイオ州カヤホガ郡で自殺により死去。36歳没。

## 出版物

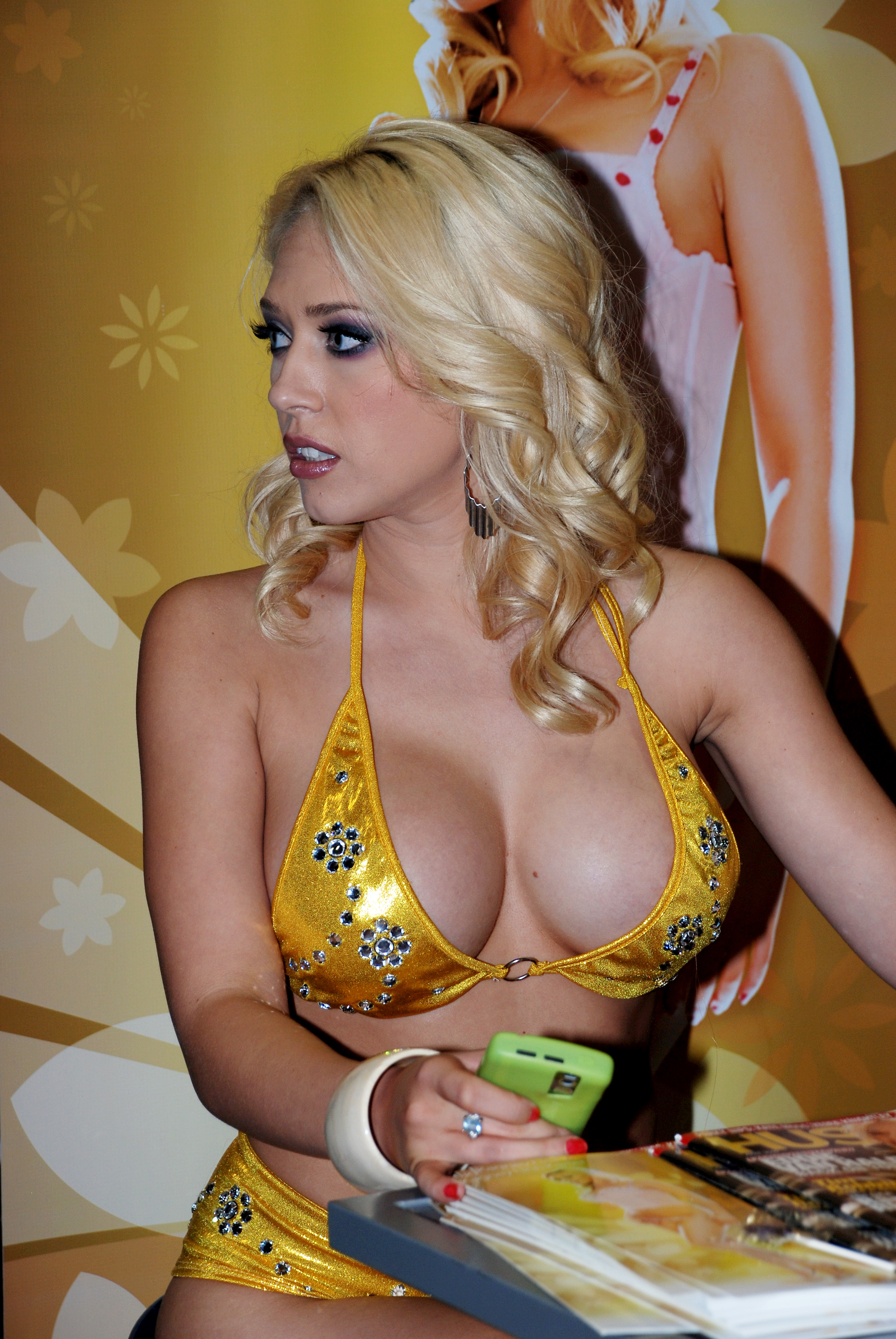
カリフォルニア州ロサンゼルスにて（2009年6月12日）

"Pet of the Month" Penthouse June 2009
Emma Edwards, "Kagney Linn Karter - The Blonde You Want To Fuck!" Club International August 2012, Iss. #191, pp96-103
Cover, Adult Video News June 2009
Cover, Hustler April 2009
"Kagney Linn Karter" Club September 2013, Iss. #205, pp48-55
"Kagney: Deep In The Zone" Cheri March 2014, Iss. #212, pp90-97
"All American Ass" Club 2017, Vol. #247, pp6 -13
Holly Randall, "Erotic Dream Girls"

## 賞歴
2010年　AVNアワード, Best New Starlet(最優秀新人賞)及びBest POV Sex Scene(最優秀ハメ撮りシーン, 作品名:"Pound the Round POV") 
2010年　XBIZ賞, New Starlet of the Year(今年の新人賞)
2010年　XRCO賞,　New Starlet(新人賞)
2012年　アーバンXアワード, Best Anal Sex Scene(最優秀アナルSEXシーン, 作品名:"Prince The Penetrator")
2014年　AVNアワード, Best Boobs (Fan Award)(ファンが選ぶ最優秀おっぱい)